# 仪爱文
仪爱文（1967年1月—），山东鄄城人，汉族，中国共产党党员。中华人民共和国政治人物、第十三届全国人民代表大会山东地区代表。山东省东明县人民医院消化内科主任。

## 生平
2018年2月24日，当选为第十三届全国人大代表。